# Johnstone Creek Park
Johnstone Creek Park är en park i Kanada.   Den ligger i provinsen British Columbia, i den södra delen av landet, 3 300 km väster om huvudstaden Ottawa. Johnstone Creek Park ligger 913 meter över havet.
Terrängen runt Johnstone Creek Park är kuperad. Runt Johnstone Creek Park är det mycket glesbefolkat, med 2 invånare per kvadratkilometer..
Trakten runt Johnstone Creek Park består i huvudsak av gräsmarker.